# 21 at 33
21 at 33 är Elton Johns fjortonde studioalbum släpptes 1980. Albumet spelades in i Nice, Frankrike i augusti 1979 och Los Angeles, Kalifornien mellan januari och mars 1980. Titeln kommer från det faktum att det är Elton Johns 21:a album totalt vid en ålder av 33 år.

## Låtlista
| Nr | Titel                             | Kompositör     | Längd |
| -- | --------------------------------- | -------------- | ----- |
| 1. | Chasing the Crown                 | John, Taupin   | 5:31  |
| 2. | Little Jeannie                    | John, Osborne  | 5:08  |
| 3. | Sartorial Eloquence               | John, Robinson | 5:44  |
| 4. | Two Rooms at the End of the World | John, Taupin   | 5:39  |
| 5. | White Lady White Powder           | John, Taupin   | 4:31  |
| 6. | Dear God                          | John, Osborne  | 3:44  |
| 7. | Never Gonna Fall in Love Again    | John, Robinson | 4:06  |
| 8. | Take Me Back                      | John, Osborne  | 3:51  |
| 9. | Give Me the Love                  | John, Tzuke    | 5:22  |